# Trichopilia wageneri
Trichopilia wageneri är en orkidéart som först beskrevs av Heinrich Gustav Reichenbach, och fick sitt nu gällande namn av Heinrich Gustav Reichenbach. Trichopilia wageneri ingår i släktet Trichopilia och familjen orkidéer. Inga underarter finns listade i Catalogue of Life.